# (7242) Okyudo
(7242) Okyudo est un astéroïde de la ceinture principale.

## Description
(7242) Okyudo est un astéroïde de la ceinture principale. Il fut découvert le 11 novembre 1990 à Kitami par Kin Endate et Kazuro Watanabe. Il présente une orbite caractérisée par un demi-grand axe de 2,17 UA, une excentricité de 0,15 et une inclinaison de 4,5° par rapport à l'écliptique.

## Compléments